# Ara Güler

Gülerova retrospektiva v berlínském Willy-Brandt-Haus, 2015

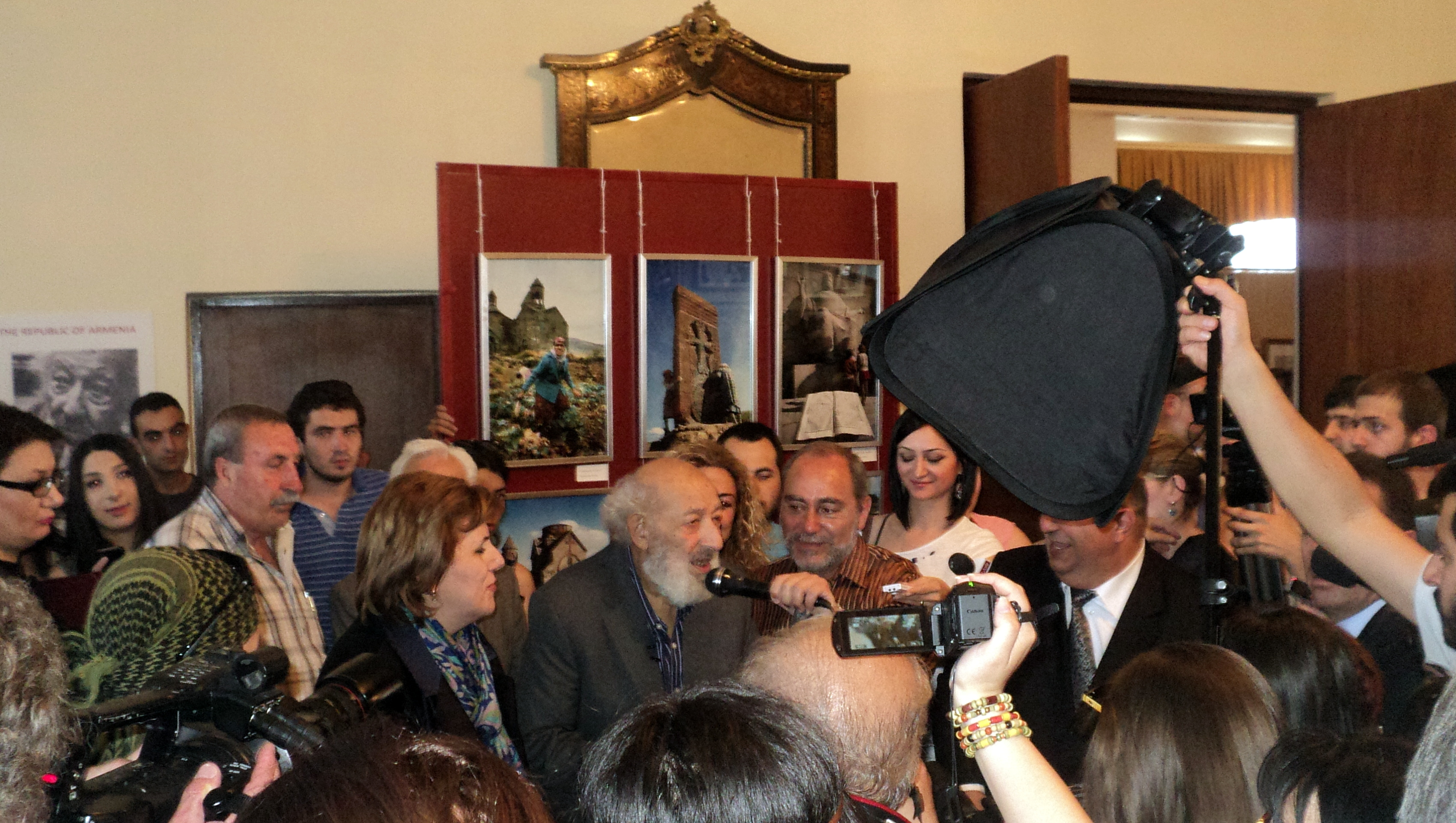
Gülerova výstava v arménské Národní galerii, 2013

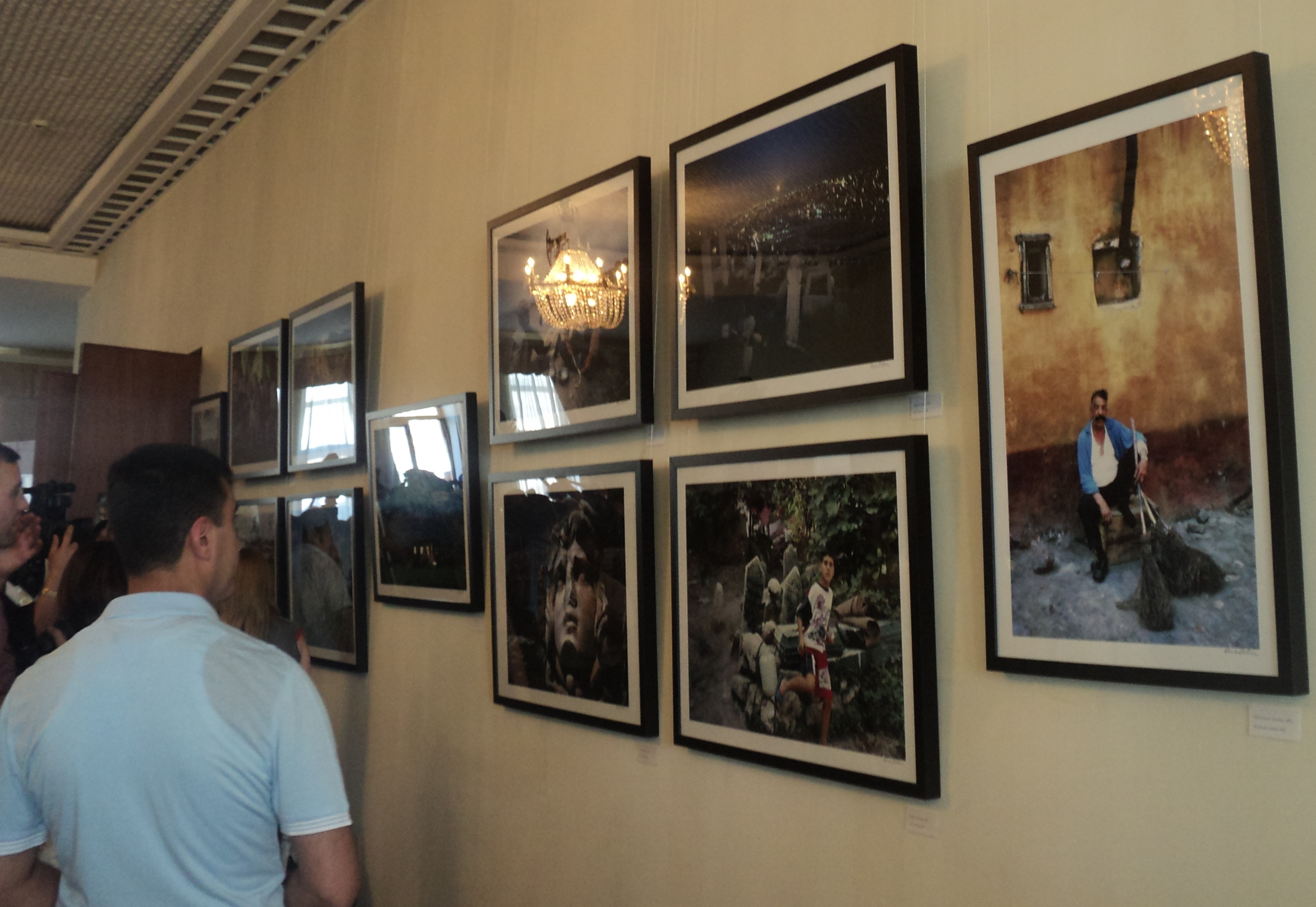
Gülerova výstava v arménské Národní galerii, 2013

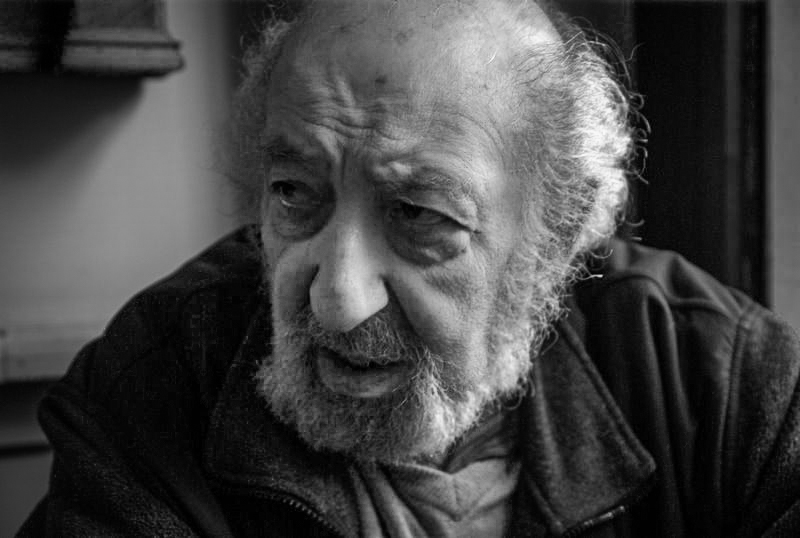
Ara Güler v roce 2008

Ara Güler, rodným jménem Aram Terteryan (16. srpna 1928 Istanbul – 17. října 2018 tamtéž), byl arménsko-turecký fotožurnalista, přezdívaný „Oko Istanbulu“ nebo „fotograf Istanbulu“. Byl jedním z mála mezinárodně známých tureckých fotografů.

## Mládí
Narodil se v istanbulské čtvrti Beyoglu v roce 1928 arménským rodičům. Studoval na místní arménské střední škole Getronagan. Jeho otec vlastnil lékárnu na Istiklalské třídě a měl široký okruh přátel z uměleckého světa. Ara Gülerův raný kontakt s tímto světem ho inspiroval a začal se věnovat kinematografii. Během střední školy nastoupil do filmových studií a navštěvoval dramatické kurzy Muhsina Ertuğrula, zakladatele moderního tureckého divadla. Kinematografii však opustil, aby se mohl věnovat fotožurnalistice. V roce 1950 se připojil k zaměstnancům novin Yeni Istanbul jako fotožurnalista a současně studoval ekonomiku na univerzitě v Istanbulu. Poté přešel k dalším novinám – Hürriyet.

## Kariéra fotografa
V roce 1958 otevřel americký časopis Time-Life pobočku v Turecku a Güler se stal prvním korespondentem pro Blízký východ. Brzy obdržel zakázky od magazínů Paris Match, Stern a The Sunday Times v Londýně. Po dokončení vojenské služby v roce 1961 byl Güler zaměstnán v tureckém časopise Hayat jako vedoucí fotografického oddělení.
V této době se setkal s Henri Cartier-Bressonem a Marcem Riboudem, který ho přijal do agentury Magnum Photos, do níž vstoupil (ačkoli později odešel). V roce 1961 byl představen v britské Fotografické ročence (1961 Photography Yearbook). V tomto roce byl také přijat jako jediný turecký člen do Americké společnosti časopiseckých fotografů (American Society of Magazine Photographers - ASMP) (dnes nazvaná American Society of Media Photographers). Švýcarský časopis Camera mu věnoval zvláštní vydání.
V šedesátých letech minulého století byly Gülerovy fotografie používány jako ilustrace v knihách významných autorů a vystavovány na různých výstavách po celém světě. Jeho díla byly vystaveny v roce 1968 na akci 10 Masters of Color Photography v newyorském muzeu moderního umění a na veletrhu Photokina v Kolíně nad Rýnem. Jeho kniha Türkei byla vydána v Německu v roce 1970. Jeho fotografie o umění a historii umění byly použity v časopisech Time, Life, Horizon a Newsweek a publikacích švýcarské Skiry.
Güler navštívil Írán, Kazachstán, Afghánistán, Pákistán, Indii, Keňu, Novou Guineu, Borneo, stejně jako všechny části Turecka. V roce 1970 portrétoval politiky a umělce, jako byli například: Indira Gándhíová, Maria Callas, John Berger, Bertrand Russell, Willy Brandt, Alfred Hitchcock, Ansel Adams, Imogen Cunninghamová, Marc Chagall, Salvador Dalí a Pablo Picasso. Někteří kritici považují za jeho nejznámější fotografie melancholické černobílé snímky pořízené převážně fotoaparátem Leica v Istanbulu, hlavně v padesátých a šedesátých letech.
Od té doby často vystavoval a také své práce publikoval ve speciálních přílohách. Velmi často si jeho fotografie vybírali mezinárodní vydavatelé.
Gülerova díla shromažďuje Národní knihovna Francie v Paříži ; muzeum George Eastmana v Rochesteru v New Yorku ; Univerzita Nebrasky-Lincoln Sheldon Memorial Art Gallery; Muzeum Ludwig Köln a Das imaginäre Photo-Museum Kolín nad Rýnem.
V sedmdesátých letech Güler pracoval ve filmu, režíroval dokument The End of the Hero (1975). Ten byl založen na smyšlené demontáži veteránského bitevníku TCG Yavuz během 1. světové války.
Gülerův archiv obsahuje asi 800 000 fotografických snímků.

## Gülerova „filozofie“ fotografie
Güler přikládal ve svých fotografiích největší důležitost lidské přítomnosti a označil se za „vizuálního historika“. Věřil, že fotografie by měly poskytovat vzpomínku na lidi, na jejich životy a zejména na jejich utrpení. Zatímco se domníval, že umění klame, tak zároveň věřil, že fotografie musí pouze odrážet realitu. Přijal poslání fotožurnalisty, protože nepřikládá fotografii velkou hodnotu jako uměleckému dílu, které pro něj mělo malou hodnotu. Nepovažoval fotografování za umění.

## Smrt
Güler zemřel na infarkt dne 17. října 2018. Trpěl selháním ledvin a léčil se dialýzou.

## Publikace
- Ara Güler's Creative Americans.
- Ara Güler: Photographs.
- Ara Güler's Movie Directors.
- Sinan: Architect of Süleyman the Magnificent.
- Living in Turkey.

## Ocenění
- 1962 – Master of Leica[18]
- Řád čestné legie, Francie
- 1999 – "Photographer of the Century", Turecko[19]
- 2004 – Honorary doctorate, Yıldız Technical University, Istanbul
- 2005 – Grand Prize of Culture and Arts, Turecko
- 2009 – Lucie Awards for Lifetime Achievement, New York[20]
- 2016 – Prix Leica Hall of Fame